# Ньюри (тауншип, Миннесота)
Ньюри (англ. Newry) — тауншип в округе Фриборн, Миннесота, США. На 2000 год его население составило 500 человек.

## География
По данным Бюро переписи населения США площадь тауншипа составляет 93,4 км², из которых 93,4 км² занимает суша, водоёмов нет.

## Демография
По данным переписи населения 2000 года здесь находились 500 человек, 176 домохозяйств и 146 семей.  Плотность населения —  5,4 чел./км².  На территории тауншипа расположено 189 построек со средней плотностью 2,0 построек на один квадратный километр. Расовый состав населения: 95,60 % белых, 0,20 % азиатов, 3,00% — других рас США и 1,20 % приходится на две или более других рас. Испанцы или латиноамериканцы любой расы составляли 3,20 % от популяции тауншипа.
Из 176 домохозяйств в 37,5 % воспитывались дети до 18 лет, в 74,4 % проживали супружеские пары, в 4,0 % проживали незамужние женщины и в 17,0 % домохозяйств проживали несемейные люди. 13,1 % домохозяйств состояли из одного человека, при том 5,1 % из — одиноких пожилых людей старше 65 лет. Средний размер домохозяйства — 2,84, а семьи — 3,13 человека.
27,8 % населения — младше 18 лет, 7,6 % — в возрасте от 18 до 24 лет, 27,6 % — от 25 до 44, 23,8 % — от 45 до 64, и 13,2 % — старше 65 лет. Средний возраст — 38 лет. На каждые 100 женщин приходилось 106,6 мужчин.  На каждые 100 женщин старше 18 приходилось 111,1 мужчин.
Средний годовой доход домохозяйства составлял 47 321 доллар, а средний годовой доход семьи —  47 596 долларов. Средний доход мужчин —  33 611  долларов, в то время как у женщин — 20 000. Доход на душу населения составил 18 151 доллар. За чертой бедности не находилась ни одна семья и 2,6 % всего населения тауншипа, из которых 2,7 % старше 65 лет.